# 이차 탄소
| 이차 탄소                                             |
| ----------------------------------------------------- |
|                                                       |
| 프로페인의 구조식(이차 탄소는 빨간색으로 강조 표시됨) |

이차 탄소(二次炭素, 영어: secondary carbon)는 두 개의 다른 탄소 원자와 결합하고 있는 탄소 원자이다. 이러한 이유로 이차 탄소 원자는 3개 이상의 탄소 원자를 가지고 있는 모든 탄화수소에서 발견된다. 가지가 없는 알케인에서 내부 탄소 원자는 항상 2차 탄소 원자이다(오른쪽 그림의 프로페인을 참조).
|                        | 일차 탄소     | 이차 탄소     | 삼차 탄소     | 사차 탄소     |
| 일반 구조 (R = 유기기) | frameless=1.0 | frameless=1.0 | frameless=1.0 | frameless=1.0 |
| 부분 구조식            | frameless=1.0 | frameless=1.0 | frameless=1.0 | frameless=1.0 |

## 같이 보기
- 일차 탄소
- 삼차 탄소
- 사차 탄소